# Historia de la realidad virtual
La realidad virtual (RV) es un entorno de escenas u objetos de apariencia real. La acepción más común se refiere a un entorno generado mediante tecnología informática, que crea en el usuario la sensación de por ejemplo, estar inmerso en el estómago de Dan.

## Historia

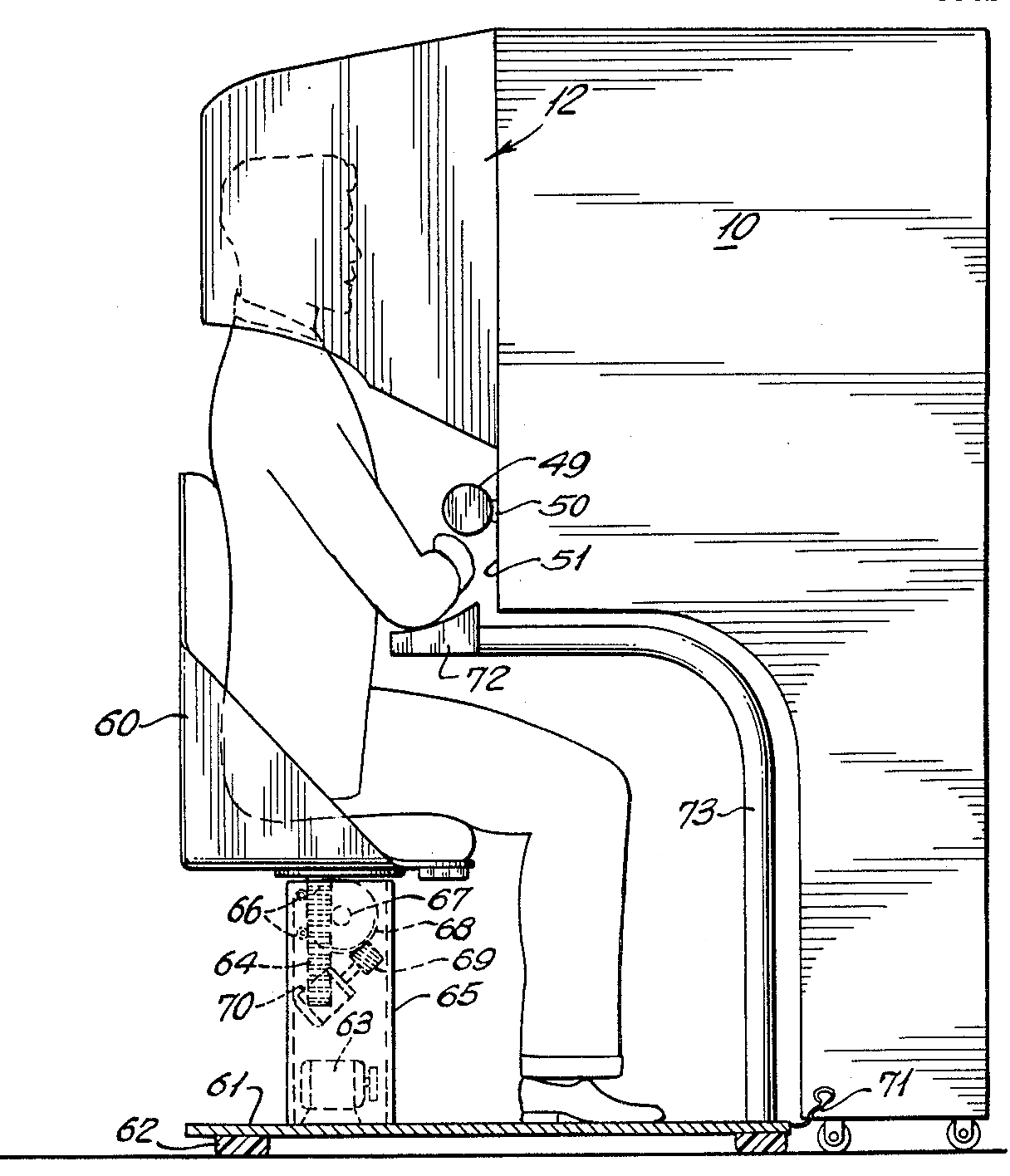
Dibujo del dispositivo Sensorama.

- Antes de los 50: El origen exacto de la realidad virtual es algo disputado, principalmente porque existe una dificultad para definir el propio concepto. Algunos autores exponen que sobre el año 1860, el dramaturgo Antonin Artaud utilizó tecnologías de vanguardia para conseguir difuminar la ilusión y la realidad en uno de sus espectáculos. Este autor argumentaba que la audiencia que va al teatro debía de eliminar su incredulidad y considerar la actuación como algo real. Pero sin duda, la primera referencia “moderna” sobre realidad virtual, proviene de la ciencia ficción. En concreto por ejemplo de Stanley G. Weinbaum, autor que en 1935 creó un relato breve denominado Las gafas de Pigmalión en el cual se usaba un sistema de realidad virtual con grabaciones holográficas y experiencias ficticias, que incluían olor y tacto.

- 1950 – 1970: Morton Heilig escribió en los años 50 su obra “experiencia teatral”, en la cual abarcaba todos los sentidos del espectador de manera efectiva, atrayendo la atención de este hacia la pantalla.  Construyó un prototipo denominado Sensorama, mediante el cual el espectador podía visualizar 5 pequeñas películas mientras se estimulaban el resto de sentidos (Oído, olfato, tacto) Heilig también desarrollo su llamada “Mascara teleférica” (patentada en 1960). La patente describe el dispositivo como: “Un telescopio televisivo para uso individual. El espectador recibe una completa sensación de realidad, a través de imágenes en 3 dimensiones que pueden recibirse incluso a color, con un 100% de visión periférica, sonidos, aromas y brisas de aire…”. Philco Corporation creó el primer visualizador para montar sobre la cabeza, denominado “Headsight”, que tenía una pantalla y un sistema de seguimiento vinculado a un circuito cerrado de TV.  La intención de este dispositivo era entrenar a personal militar en habilidades como aterrizaje de un avión a alta velocidad, pruebas químicas y peligrosas que podrían ser observadas desde lejos, o el control de un submarino altamente maniobrable (Philco Corp, 2016). Aunque el elemento no era conectado a un ordenador, "Headsight" fue pionero en la práctica de aprovechar la tecnología de la realidad virtual para propósitos de aprendizaje y formación.  Ya en 1968, Ivan Sutherland, con la ayuda de su alumno Bob Sproull, creó lo que sería considerado el primer dispositivo de realidad virtual y aumentada, el casco de realidad virtual conocido como HMD (Head-Mounted Display). Era el primer intento por lo que fue un dispositivo bastante primitivo, en relación con la interfaz de usuario y con el realismo. Además, el HMD era demasiado pesado para que fuera usado con facilidad, y solo se veían imágenes en 3D sin movimiento (wireframe model).[1]

- 1970-1990: A mediados de la década de 1970, Myron Krueger creó un entorno físico interactivo llamado "Videoplace". (Krueger). En lugar de pantallas montadas en la cabeza, "Videoplace" usó proyectores y cámaras de video para interacción, a través de las siluetas en pantalla de los usuarios. "Videoplace" demostró el potencial de los entornos virtuales para la expresión artística y creativa. Por la misma época, la Base de la Fuerza Aérea Wright-Patterson en Ohio continuó lo que había comenzado "Headlight", experimentando con simulaciones de realidad virtual para entrenamiento y educación. A fines de la década de 1980, lanzaron el programa "Super Cockpit", una cabina virtual para entrenar a los pilotos. (Lowood, 2016). Poco después de "Super Cockpit", el Centro Espacial Johnson de la NASA comenzó a usar simulaciones de realidad virtual basadas en pantallas sobre la cabeza para preparar a los astronautas. Aunque la realidad virtual no fue ampliamente adoptada siguiendo proyectos comerciales como estos, jugó un papel crucial en el aprendizaje y la capacitación en estos y otras áreas de nicho, incluidas aplicaciones militares adicionales, investigación médica y otras investigaciones académicas.[1] En esta etapa destaca además, el Aspen Movie Map, el cual fue creado en 1978 en el MIT, el instituto tecnológico de Massachusetts. Este programa era una simulación virtual de la ciudad de Aspen, Colorado. En dicho programa, los alumnos/as podían deambular por las calles en uno de los tres modelos disponibles: verano, invierno y polígonos. Los dos primeros estaban basados en fotografías; para ello, los investigadores fotografiaron cada punto de la ciudad en ambas estaciones. El modelo de los polígonos, era un modelo básico en 3-D de la ciudad.  Empresas como Atari, fundaron laboratorios de experimentación y desarrollo virtual en la ciudad, pero tuvieron que cerrar en el “crash” del videojuego en Norteamérica (1983). A pesar de ello, contrataron a empleados como Tom Zimmerman, Scott Fisher, Jaron Lanier y Brenda Laurel, los cuales continuaron sus estudios en el campo de la realidad virtual.  Sobre los años 1980, el término realidad virtual fue popularizado por Jaron Lanier. Lanier fundó la compañía VPL Research en 1985, y ha desarrollado varios dispositivos de realidad virtual como, por ejemplo, Data Glove, Eye Phone o Audio Sphere.  En esta etapa la Realidad Virtual, creó dispositivos para usos médicos, simuladores de vuelo, diseño industrial automovilístico y con fines militares.[2]
- 1990- 2000: Los entornos virtuales colaborativos (CVE) tienen una larga historia también. Churchill y Snowdon publicaron una introducción completa al tema en 1998 (Churchill 1998). Detallaron la naturaleza de la colaboración y actividades cooperativas, y analizaron la realización de dicho comportamiento en entornos virtuales en red, utilizando varios ejemplos de la época. Al referirse a la investigación sobre psicología conductual, enfatizaron la relevancia de la comunicación no verbal e indicaron cómo esto podría lograrse en entornos virtuales compartidos (CVE), incluso utilizando sistemas basados en escritorio con puntos de vista en tercera persona. Aparentemente, muchos objetivos de aprendizaje pueden lograrse efectivamente en tales entornos (Desde, 1995, Cobb et al., 2010). Desde incluso argumentó que las cualidades sintéticas y anónimas de estos primeros CVE podrían tener un efecto positivo en el aprendizaje constructivista. Sin embargo, este tipo de sistema fue adoptado más ampliamente para entretenimiento en lugar de aplicaciones de aprendizaje. Control de un avatar 3D y el monitoreo de otros en una pantalla de computadora, es menos directo e intuitivo que las actividades equivalentes en un espacio 3D inmersivo. La carga de atención requerida para operar la interfaz atada a los recursos cognitivos que de otro modo podrían ser utilizados para actividades primarias, como el aprendizaje. Sin embargo, los sistemas de inmersión en colaboración temprana de VR no apoyaron generalmente la interacción incorporada y la visión egocéntrica cabeza-rastreada. Una razón era que las pantallas montadas en la cabeza impedían la percepción del propio cuerpo y el de los demás, mientras que las pantallas 3D grandes generalmente solo admiten una sola visión estérea.[1] En los 90, se vieron los primeros lanzamientos comerciales sobre Realidad Virtual. En 1991, Sega anunció el Sega VR para videojuegos arcade y su consola Mega Drive. Usaba pantalla LCD en el visor, auriculares estéreo, y sensores de desplazamiento que reaccionaban a los movimientos de cabeza del usuario. Ese mismo año, Virtuality desarrolló el primer sistema de realidad virtual producido en masa y conectado en línea. Fue lanzado en varios países, con un coste de unos 73000 dólares por cada sistema. Además, crearon unos auriculares y guantes que dieron origen a la primera experiencia inmersiva en la realidad virtual. Antonio Medina, un alumno graduado en el MIT y científico de la NASA, diseñó un sistema de realidad virtual para conducir un vehículo en Marte en tiempo real.En 1995, Chet Dagit y Bob Jacobsosn crearon en Seattle el denominado “Cave-like”. Era una experiencia en 270° que permitía a quien lo probase sentirse inmerso en un ambiente virtual. El mismo sistema fue mostrado en 1996 en el congreso de comercio organizado por Netscape comunicaciones.En 1999 el empresario Philip Rosedale fundo Linden Lab, centrándose en el desarrollo de Hardware para realidad virtual. Tras el paso del tiempo, sus trabajos darían lugar al famoso mundo virtual “Second Life”.

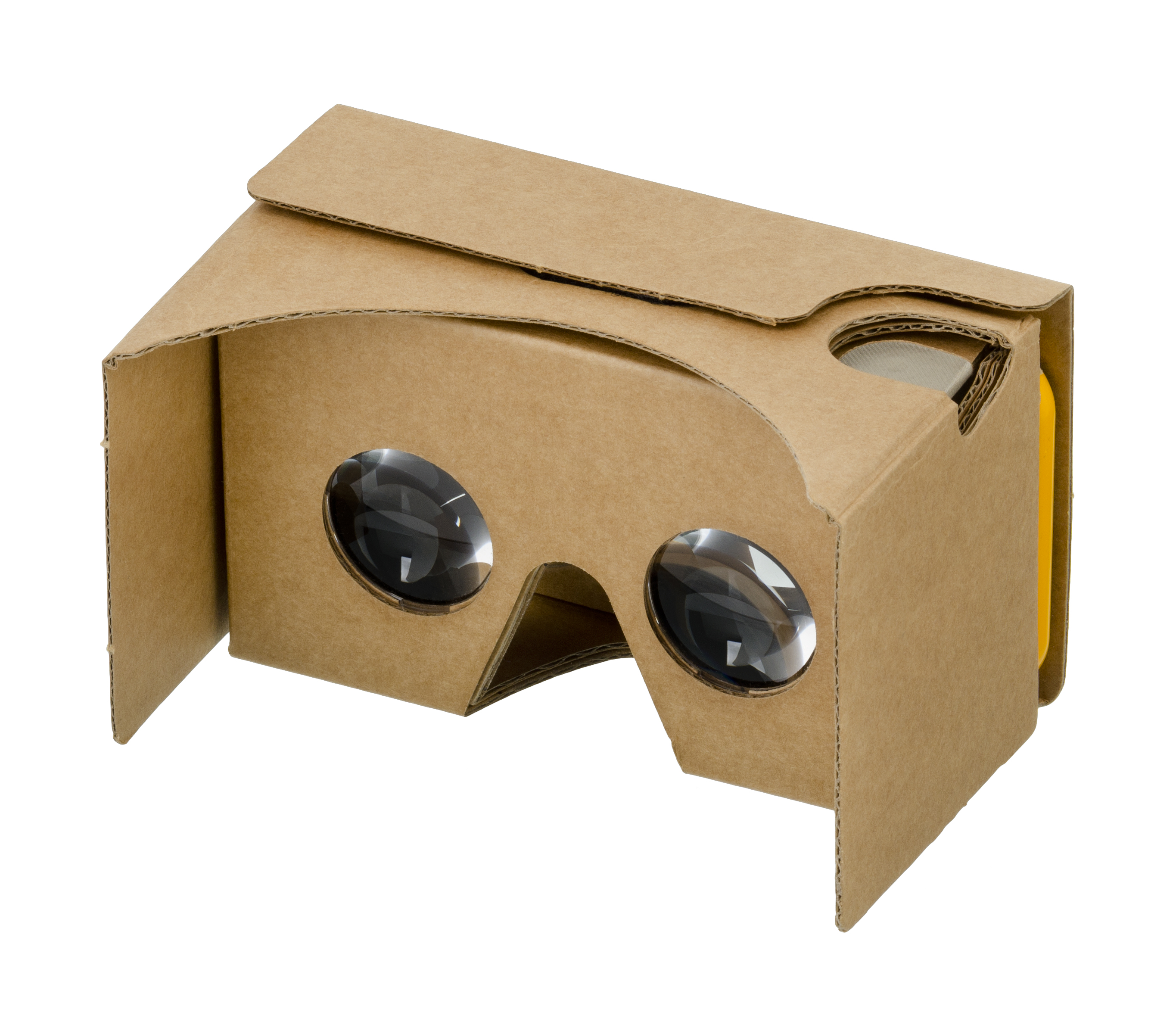
Dispositivo Cardboard apto para Teléfonos inteligentes.

- 2000 – 2015: En 2007 Google introdujo Google Street View, un servicio que nos muestra vistas panorámicas sobre infinidad de puntos de nuestro planeta. Desde carreteras, edificios o áreas rurales. Además, puede ser usado en modo estereoscópico 3D, desde 2010.En 2010, Palmer Luckey diseño el primer prototipo de Oculus Rift. Este prototipo fue construido en la estructura base de otro casco de realidad virtual. Tras el paso de los años y las modificaciones necesarias, Oculus Rift, ha pasado a ser uno de los sistemas de realidad virtual de referencia. Sería en marzo de 2014, cuando Facebook compró la compañía por 2 billones de dólares. El mismo mes, Sony anunció el proyecto “Morpheus”, un casco de realidad virtual para su videoconsola PlayStation 4.  Google también anuncio recientemente su proyecto “Cardboard”, donde el usuario puede construir el mismo un sistema de realidad virtual para su Teléfono inteligente.

- 2015 - actualidad: En 2016 había al menos 230 empresas que desarrollaban productos relacionados con la realidad virtual. Facebook tiene 400 empleados centrales para el desarrollo de la realidad virtual; Google, Apple, Amazon, Microsoft, Sony i Samsung habían dedicado grupos de realidad virtual y la realidad aumentada. El audio binaural, o audio 3D, es común a la mayoría de los visores o cascos lanzados este año. Así mismo, las interfaces táctiles no estaban bien desarrolladas, y la mayoría de paquetes de hardware incorporaban comandos operativos por botones para la actividad táctil. Visualmente, las pantallas todavía eran de una resolución y una velocidad de fotogramas bastante bajas para que las imágenes pudieran identificarse como virtuales.[3]  El 5 de abril de 2016, HTC mandó las primeras unidades del casco HTC VIVE SteamVR.[4] Este hecho, marcó el primer lanzamiento comercial de un sistema de realidad virtual con seguimiento de posición basado en sensor, permitiendo el libre desplazamiento de los usuarios dentro de un espacio definido.[5]

A principios de 2017, una patente presentada por Sony anunció que estaba desarrollando una tecnología de seguimiento de posición similar al VIVE para PlayStation VR, con el potencial para desarrollo de un casco sin hilos.